# Джиоев, Эрик Альбертиевич
Эрик Альбертиевич Джиоев (6 июля 1997) — российский борец вольного стиля. Призёр чемпионатов России.

## Спортивная карьера
27 декабря 2019 года ему было присвоено звание мастер спорта России. 18 октября 2020 года на чемпионате России в Наро-Фоминске в малом финале взял верх над Расулом Магомедовым из Дагестана, завоевав бронзу. 26 июня 2022 года в Кызыле на чемпионате России в схватке за 3 место победил представителя Дагестана Гамзата Алижудинова, став бронзовым призёром. 28 января 2023 года в схватке за бронзовую медаль Международного турнира памяти Ивана Ярыгина одержал победу над Амиром Резой Амири из Ирана. В середине февраля 2023 года в Иране в составе сборной России стал вторым на клубном Кубке мира. 23 июня 2023 года в полуфинале чемпионата России в Каспийске одолел Остапа Пасенока из Кемеровской области. 24 июня 2023 года в финале уступил Абдулле Курбанову из Краснодарского края, получив серебряную медаль чемпионата России.

## Дисквалификация
В апреле 2024 года стало известно о дисквалификации Джиоева за нарушение антидопинговых правил. В пробе борца был обнаружен метаболит анаболического стероида нандролона. Дисквалификация отсчитывается с 26 февраля 2024 года и действует три года.

## Спортивные результаты
- Чемпионат России по вольной борьбе 2020 — ;
- Чемпионат России по вольной борьбе 2022 — ;
- Всероссийская спартакиада 2022 — ;
- Международный турнир по вольной борьбе памяти Ивана Ярыгина 2023 — ;
- Чемпионат России по вольной борьбе 2023 — ;